# 타테브 수도원

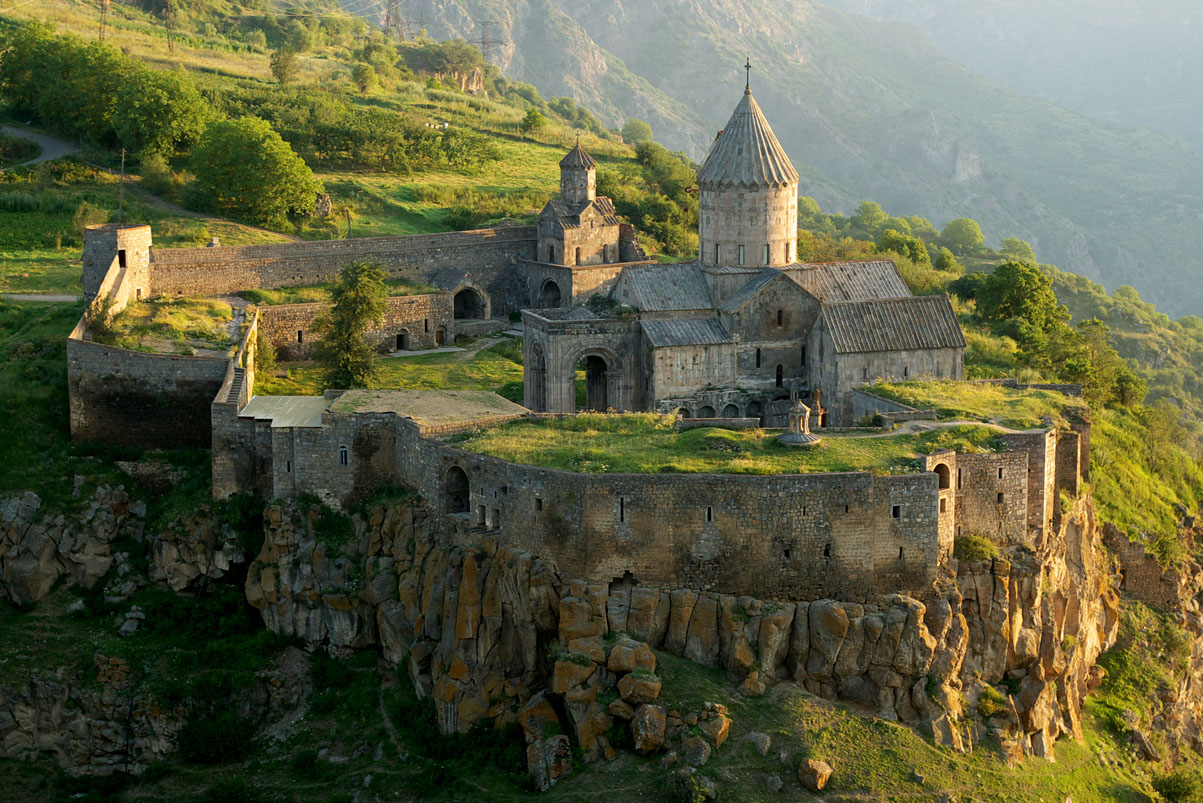
타테브 수도원

타테브 수도원(아르메니아어: Տաթևի վանք)은 아르메니아 슈니크주 타테브에 위치한 아르메니아 사도교회 수도원이다.
이 수도원은 슈니크에서 가장 유명한 장소 중 하나이다. 타테브 케이블카는 할리드조르에서 타테브까지 이어주는 케이블카로 2010년 10월 운영을 시작하였다.